# Coendersborg (borg)
De Coendersborg is een Groninger borg in het dorp Nuis in de gemeente Westerkwartier. De borg ligt net als het Steenhuis in Niebert aan een van de oudste voetpaden van Nederland, het Malijksepad.

## Geschiedenis
De Coendersborg in Nuis is ontstaan door samenvoeging van de Fossemaheerd, Harkemaplaats en Heringheplaats. De huidige borg is in 1813 gebouwd op de plaats waar eerder de Fossemaheerd stond. Hemko IJpens Harkema, gezworen rechter in het westerdeel van Vredewold, werd in 1534 middels ruil met Sywert Fossuma eigenaar van de Ooster Fossemaheerd. Het westerdeel is voor 1647 verbonden geraakt aan twee andere heerden. Toen verkocht Iwo Auwema namelijk deze drie heerden aan zijn tante Eetke Fossema, weduwe Hymersma. In 1668 kocht de Groningse raadsheer Ludolph Coenders de Fossemaheerd, twee andere boerderijen en de omliggende landerijen. Aan hem heeft de borg haar naam te danken. Hij heeft naar alle waarschijnlijkheid de oude Fossemaheerd verbouwd tot een statiger buitenverblijf aangezien er in 1699 sprake is van een borg. Tot de adellijke voorrechten van borg behoorde onder andere het collatierecht van de kerk van Nuis. Coenders had zijn grondgebied uitgebreid tot de venen bij het Bolmeer. Dit lag ook direct achter zijn landgoed. Hier stuitte hij echter op het terrein van Georg Willem von Inn und Kniphausen, Heer van Nienoord. Op 28 juni 1669 kwam het tot een gewapend treffen. Dit conflict werd in 1671 door de Hoge Raad van Holland opgelost door het veencomplex te verdelen. Coenders overleed in 1679 en daarmee vervielen de drie heerden aan zijn zuster Etta Coenders, weduwe van Iwo Auwema. In 1699 verkocht Etta Coenders de borg aan haar schoonzoon Oeno van Teyens. Deze stierf in 1715 en de borg verviel toen aan Saco van Teyens, hoewel hij in Beetsterzwaag bleef wonen. Na de dood van zijn vrouw Etta Arnolda van Besten in 1785 ging de borg naar Oene van Teyens. Na de dood van Oene werd het landgoed geërfd door zijn broers Tinco en Benedictus en zijn zuster Hyma. Hoewel zij in Beetsterzwaag en Oldeboorn bleven wonen, liet Hyma de borg verbouwen in 1813 waarbij het de huidige vorm van herenhuis kreeg. Na haar dood kwam de borg in handen van de kinderen van haar broer Benedictus. Deze erfgenamen bleven kinderloos en de laatste overleed in 1866. De Coendersborg verviel toen aan Joachimus Lunsingh Tonckens, arts en later burgemeester van Beetsterzwaag. Zijn weduwe liet het huis in 1911 na aan haar kleindochter Margaretha Wichers. Zij bracht haar laatste jaren door op de borg alvorens haar neef mr. dr. Arnold Daniel Hermannus Fockema Andreae het landgoed in 1956 verkocht aan de stichting Het Groninger Landschap.

## Beschrijving
De voorgevel van het voorhuis bestaat uit vijf traveeën met een omlijste middentravee. Dit wordt bekroond door een fronton met het jaartal 1813. Boven de deur bevindt zich een balkon met houten balusters op consoles. De rechthoekige schuur en het achterhuis staan links achter het voorhuis. De schuur staat nog deels op een fundament van kloostermoppen. Het voorhuis, het achterhuis en de schuur hebben allen een wolfsdak.
Achter het borgterrein ligt het Coendersbos, het oorspronkelijke landgoed. Hier komen ook een aantal diersoorten voor, zoals reeën, bosuilen en sinds kort nestelen ook ijsvogels in de gracht rond de borg. Dit terrein is nu vrij toegankelijk voor publiek. Links van de borg vertrekt een fietspad naar de Jonkersvaart en rechts een reed. Voor de borg ligt een oprijlaan van zo'n 250 meter die aansluit op de Nieuweweg en voor de borg gekruist wordt door het Malijksepad. Deze oprijlaan wordt geflankeerd door twee rijen eikenbomen. Zowel het hek aan het begin van deze oprijlaan als het smeedijzeren hek voor de borg is een rijksmonument. Eveneens zijn de twee boerderijen naast de Coendersborg, de 19e-eeuwse tuinmuur en het terrein van de borg rijksmonumenten. In 2012 is landbouwmuseum 't Rieuw (Gronings voor: gereedschap) overgeplaatst van de schuur van de Coendersborg naar de 'boerderij van Kimm' ten oosten van de borg. De collectie gereedschappen, gebruiksvoorwerpen en documentatie geeft een beeld van de ontwikkeling van het agrarisch bedrijf in de regio voor de opkomst van de mechanisatie. De tuin achter de borg binnen de gracht wordt nu niet meer gevuld door landbouwapparatuur en wordt gebruikt voor opvoeringen met een vernieuwd podium voor muziekvereniging 'Amicitia'.